# Bernard Freyberg
Pour les articles homonymes, voir Freyberg.
Bernard Cyril Freyberg, né le 21 mars 1889 à Richmond et mort le 4 juillet 1963 au château de Windsor, est un général et homme d'État britannique. Il a pour titre celui de 1er baron Freyberg depuis 1951.
Il est responsable du bombardement et de la destruction complète de l'abbaye la plus ancienne et la plus prestigieuse d'Europe, l'abbaye chef de l'Ordre bénédictin de Monte Cassino fondée en 529 par saint Benoît. 

## Famille
Il s'est marié le 14 juin 1922 avec Barbara Jekill (1886-1973), apparentée à Winston Churchill par la famille Baring. Leur fils Paul-Richard Freyberg (1823-1993), lieutenant en Italie en 1943, a été fait prisonnier par les Allemands. S'étant évadé, il a été recueilli et caché par les religieuses du monastère de Castel Gandolfo au Vatican, avant que celui-ci ne soit bombardé par l'aviation anglo-américaine.

## Biographie
Vétéran de la Première Guerre mondiale, Freyberg participa au désastreux débarquement de Gallipoli lors de la tentative infructueuse des armées franco-britanniques de franchir les Dardanelles . L'échec de cette opération eut des conséquences lourdes sur la suite de la guerre et coûta son poste de premier lord de l'Amirauté à Churchill qui en avait été un des instigateurs. Freyberg fut décoré de la croix de Victoria pour ses actes de bravoure. Dès le début de la Grande Guerre, Freyberg devint un ami de Churchill :  « Ils s'étaient rencontrés pour la première fois, en 1914, à l'Amirauté, lorsque Freyberg était arrivé, nanti d'une lettre d'introduction, sur la foi de laquelle Churchill lui avait délivré un brevet d'officier à la Royal Naval Division. » (La chute de la Crète, p. 45).
Freyberg dirigea les forces terrestres néo-zélandaises lors la Seconde Guerre mondiale. Il commanda les troupes alliées, la Creforce, lors de la bataille de Crète. Ce fut Churchill qui décida de lui confier le commandement de la Creforce. Freyberg mettait en doute les capacités de défense de l'île. Il avait dit à Wavell « qu'il n'y avait pas suffisamment d'hommes dans l'île pour la conserver »  et « qu'il fallait reconsidérer la décision de tenir en Crète » . Cependant, quand il apprit avoir été choisi par Churchill, il changea de discours, afin de ne pas le décevoir. « Le colonel Kippenberger qui devait prendre l'année suivante, le commandement de la Division néo-zélandaise, était probablement le meilleur officier de l'île »  (p. 113)
Par la suite, il participa à la guerre du désert. 

## Destruction en 1944 de l'abbaye du Mont-Cassin
En février 1944, avec l'appuis de Churchill, il obtient du général américain Mark Clark, commandant de la Ve Armée qui n'y était pas du tout favorable, le bombardement de l'abbaye du Mont-Cassin, la plus ancienne et la plus prestigieuse d'Europe, siège et lieu de fondation en 529 de l'Ordre bénédictin par saint Benoît. Cette initiative est très controversée : l'abbaye pluri-séculaire fut entièrement détruite (elle fut ensuite reconstruite). 
En prévision de dommages par des tirs d'artillerie ennemie, les Allemands avaient vidé en décembre 1944 l'abbaye de toutes ses archives, manuscrits d'une immense valeur, et de toutes ses oeuvres d'art, par une noria de camions de la Wahrmachr qui a duré plusieurs semaines. L'opération de sauvetage avait été demandée par Berlin, elle était dirigée par le général Frido von Senger, commandant du XVIe Panzerkorps, qui était catholique. Il avait alors interdit à ses troupes, disséminées dans toute la montagne, de se poster à l’intérieur de la bande de 300 mètres de large qui entourait à l’extérieur les remparts de l’abbaye et qui délimitait la zone de neutralité, puis fait savoir savoir aux Alliés qu'il n'y conservait aucune garnison ni armement. Quatre vagues forteresses volantes avec des bombes de 250 kg suivies de quatre vagues de bombardiers moyens, en tout 239 bombardiers, ont lâché 453 tonnes de bombes, détruit entièrement le monastère et tué les centaines de réfugiés qui s'y trouvaient. 
Après le bombardement, les Allemands sont venus occuper les décombres et s'y poster.
Devant les protestations du monde entier pour ce désastre, Winston Churchill assura qu'il donnerait des justifications stratégiques après la guerre, mais il ne les donna jamais et empêcha que Freyberg soit inquiété pour cette faute. Six mois après, dans le bombardement de Caen avec 2 500 puis 6 000 tonnes de bombes, Churchill fera détruire sa citadelle avec l'ancien château des ducs de Normandie construit au  XIe siècle par Guillaume le Conquérant et la reine Mathilde.

## Gouverneur général de Nouvelle-Zélande
Après la guerre, Freyberg fut gouverneur général de Nouvelle-Zélande (1946–1952).

## Distinctions
- Victoria Cross (1916)[2]
- Chevalier grand-croix de l'ordre de Saint-Michel et Saint-Georges (1946)[3]
- Chevalier commandeur de l'ordre du Bain (1942)[4]
- Chevalier commandeur de l'ordre de l'Empire britannique
- Chevalier du très vénérable ordre de Saint-Jean (1945)[5]

## Source
- La chute de la Crète, (traduction) par Alan Clark, Robert Laffont, 1966, 307 p.